# Galeria Handlowa Madison
Madison – galeria handlowa w Gdańsku, na Starym Mieście przy ul. Rajskiej 10. Została otwarta 28 listopada 2003.

## Dane techniczne
- Inwestor: Grupa Inwestycyjna HOSSA S.A.[3]
- Otwarcie obiektu: 28 listopada 2003
- Powierzchnia całkowita: 33 000 m²[3]
- Powierzchnia handlowo-usługowa: 18 000 m²[3]

## Położenie

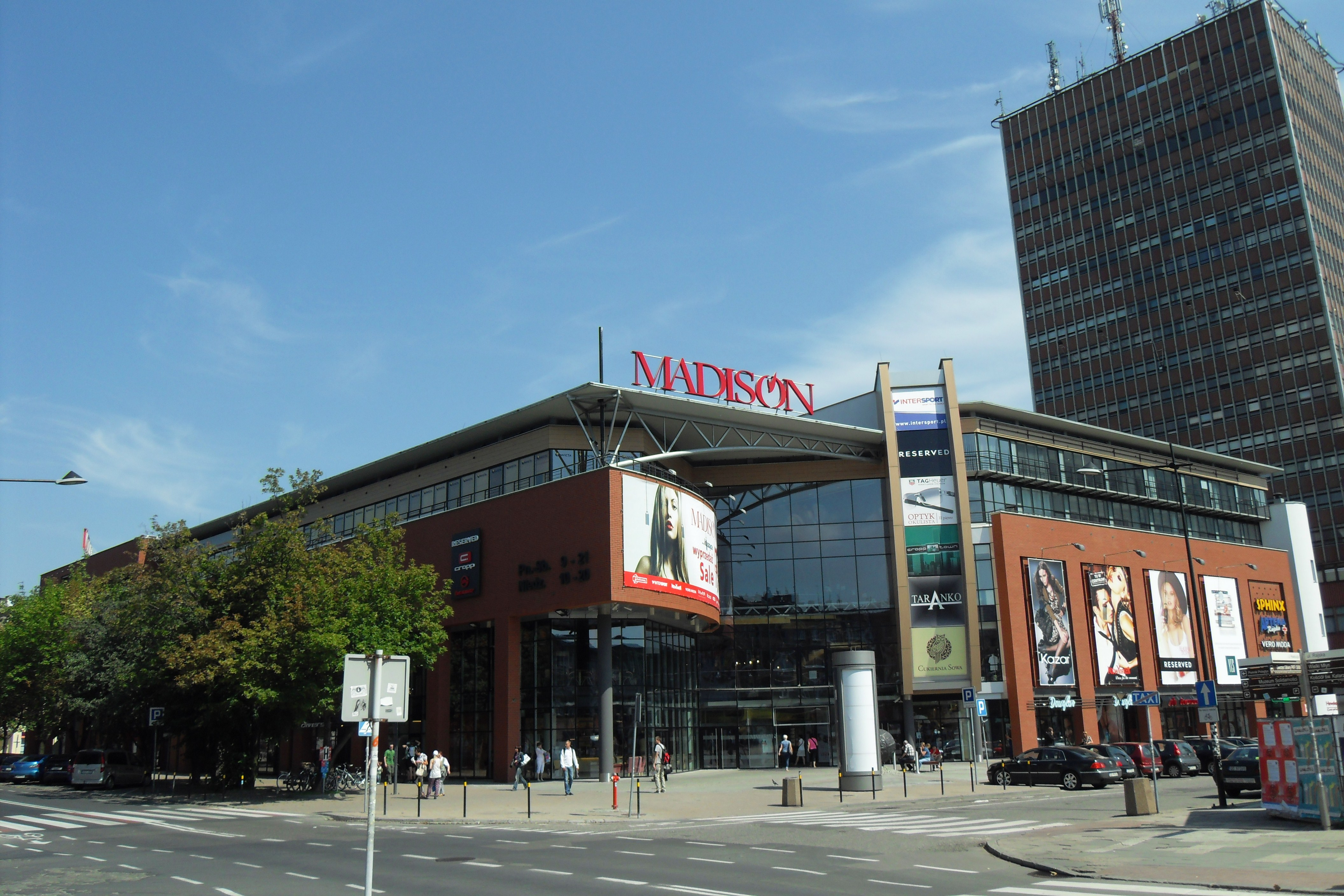
Madison, wejście główne

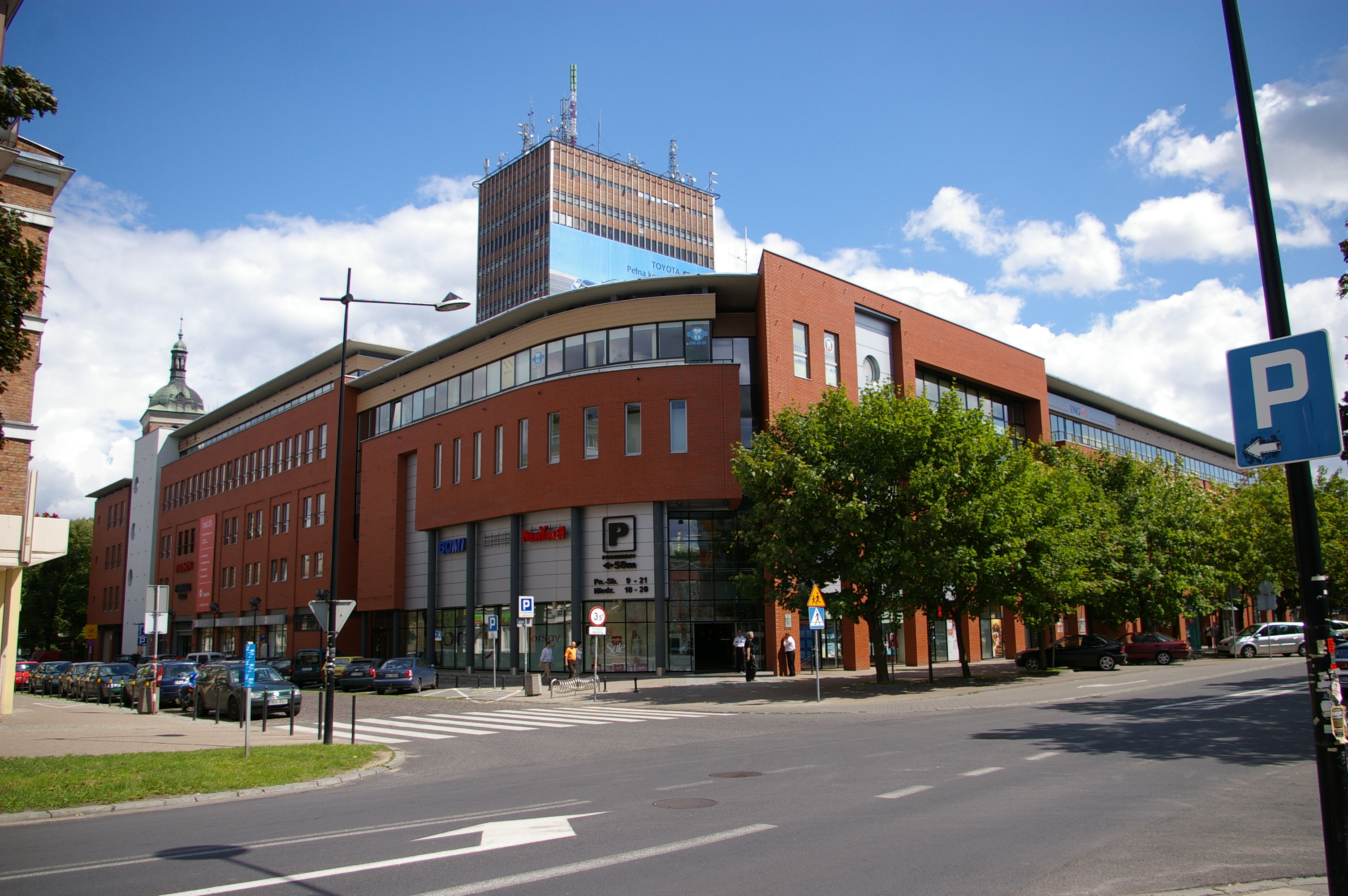
Madison, fasada od ul. Gnilnej

Galeria Handlowa Madison położona jest pomiędzy następującymi ulicami:
- od strony południowo-wschodniej – ul. Heweliusza
- od strony południowo-zachodniej – ul. Rajska
- od strony północno-zachodniej – ul. Gnilna
- od strony północno-wschodniej – ul. Zaułek Św. Bartłomieja

## Budynek
Galeria posiada łącznie 5 kondygnacji, w tym jedną podziemną, przeznaczoną na parking podziemny o pojemności 114 miejsc. Główne wejście mieści się od strony skrzyżowania ul. Rajskiej z ul. Heweliusza, ale istnieją też boczne wejścia od strony pozostałych ulic. 
Projektantami obiektu byli:
- projekt koncepcyjny: Szczepan Baum, Andrzej Kwieciński, Elżbieta Bieszk,
- projekt budowlany: grupa architektów inwestora[5].

W 2018 r. obiekt uległ przebudowie wnętrza.

## Handel
W GH Madison znajduje się łącznie ponad 100 sklepów i punktów usługowych, a także restauracje, kawiarnie, centrum medyczne oraz klub fitness.